# 福岡市整形外科医院火災
福岡市整形外科医院火災（ふくおかしせいけいげかいいんかさい）とは、2013年10月11日に福岡県福岡市博多区の整形外科医院「安部整形外科」で発生した火災である。死者10名、負傷者7名が出た。
日本国内の火災により2桁の死者が発生したのは、2009年3月に群馬県渋川市の老人施設の火災で10人の死者を出して以来4年7カ月ぶり、医療機関に限れば、1973年3月、福岡県北九州市八幡区（現・八幡東区）の福岡県済生会八幡総合病院で発生した火災で13人の死者を出して以来40年ぶりとなった。

## 概要
2013年10月11日2時20分ごろ、福岡市博多区住吉5丁目の整形外科医院で、地下1階にいた夜勤中の60歳代の女性看護師が、入院患者の世話のため地上階に上がった際、1階処置室にある温熱療法の機器周辺から火が上がっているのを確認。同看護師が一度病院外に出て、通りかかったタクシーの運転手に火災通報を要請し、タクシー運転手より110番通報が警察に行われた。警察から消防への通報転送により直ちに20台の消防車が火災現場へ出動、消火活動に当たった結果、約2時間後に消し止められた。
福岡県警察本部博多警察署の発表によると、出火当時、院内には18人がいたが、この火災で、いずれも70〜80歳代の入院患者の8人と、同医院3階に住んでいた前院長夫妻2人の計10人が死亡した。遺体の状況などから、死因は一酸化炭素中毒の可能性が高く、2階の入院患者はほとんどが自身の病室のベッドの上で心肺停止状態で見つかった。その他、入院患者3人、医院関係者の女性2人の計5人が負傷。残り3人は自力で脱出した。
この病院の建物は鉄筋コンクリートであり、同年の6月7日に福岡市消防局の査察を受けた際には、防火管理者が選任されておらず、消防当局より安全指導を受けていたことが火災後の調査などで判明している。
同医院は、1969年に開院。19病床で665平方メートルと、スプリンクラー設備設置義務の対象となる6千平方メートル以上より延床面積が遥かに少なく、エレベーターもなく、消火後の現場検証によると防火扉7枚はいずれも開いたままで、センサーは溶けた状態だったという。消防の先着隊が現場に到着すると、すでに1階の窓から火炎が噴き出しており、初期消火もされず、かつ通報も遅かったものとみられている。その後、福岡市への取材により、火元となった1階の階段近くにあり出火時に開いたままだった防火扉が、1974年の建築基準法改正後には設置を認められない旧式で、約3年前の建物増築に伴い新式に替える義務があったが、放置していたことが判明した。また、4階の防火扉については、開けても自然に閉まる「常閉」のものだったが、取っ手と階段手すりが長さ数十センチのロープで結ばれ、閉じない状態にされていた。
福岡県警察は、治療機器の電気系統に異常がなかったかなどを中心に調べており、1階から出火して煙が上階に充満し、入院患者や元院長夫妻が逃げ遅れた可能性が高いとみて、業務上過失致死傷容疑での立件も念頭に調べていた。同月18日には、同容疑で医院の家宅捜索を行った。その後、福岡地方検察庁は証拠不十分として同医院院長を不起訴処分とした。また、同院長に刑事罰を科さないよう求める嘆願署名が地域住民などから約16万人分集まっていた。

## 本火災を受けての対応
今回の事態を重く見た総務省消防庁は、医療機関に火災対策のさらなる徹底を求め、全国の都道府県や政令指定都市などに通知した。
また埼玉県では本火災の後、県内全自治体の病院・医療施設について緊急点検を実施して14施設で建築基準法違反が発覚した為、埼玉県はこれらの施設に是正指導を行った。
国土交通省では火災を起こした医療施設が防火扉の点検を行っていなかったことを重視し、これまで建築施設の防火扉の定期点検が各自治体の裁量任せだった点を改め、建築基準法を改正して防火扉の定期点検義務化を法令で規定する方針を打ち出すこととなった。